# خوزه کلمنته اوروزکو
خوزه کلمنته اوروزکو (اسپانیایی: José Clemente Orozco‎؛ ۲۳ نوامبر ۱۸۸۳–۷ سپتامبر ۱۹۴۹) یک کاریکاتوریست و نقاش اهل مکزیک بود که در نقاشی‌های دیواری سیاسی تخصص داشت. او رنسانس دیواری مکزیک را به همراه نقاشی دیواری‌های دیه‌گو ریورا، دیوید آلفارو سی‌که‌ایروس و دیگران طراحی کرد. اوروزکو پیچیده‌ترین نقاش دیواری مکزیک بود و به مضمون رنج‌های انسانی علاقه داشت. او بیشتر تحت تأثیر سمبولیسم بود. وی همچنین نقاش ژانر و لیتوگراف نیز بود.
اوروزکو بین سالهای ۱۹۲۲ و ۱۹۴۸ نقاشی‌های دیواری متعددی را در شهرهای مکزیکو سیتی، اوریزابا، کلارمونت ، کالیفرنیا، نیویورک، هانوفر، نیوهمپشایر، گوادالاجارا، جالیسکو، و جیکیل الپان، میکوآکان انجام داد. ترسیم‌ها و نقاشی‌های وی توسط موزه کاریلو گیل در مکزیکو سیتی و موزه کارگاه اروزکو در گوادالاجارا به نمایش گذاشته شده‌است. اوروزکو به یک هنرمند متعهد سیاسی معروف بود و مسائل سیاسی دهقانان و کارگران را ترویج می‌کرد.

## نگارخانه

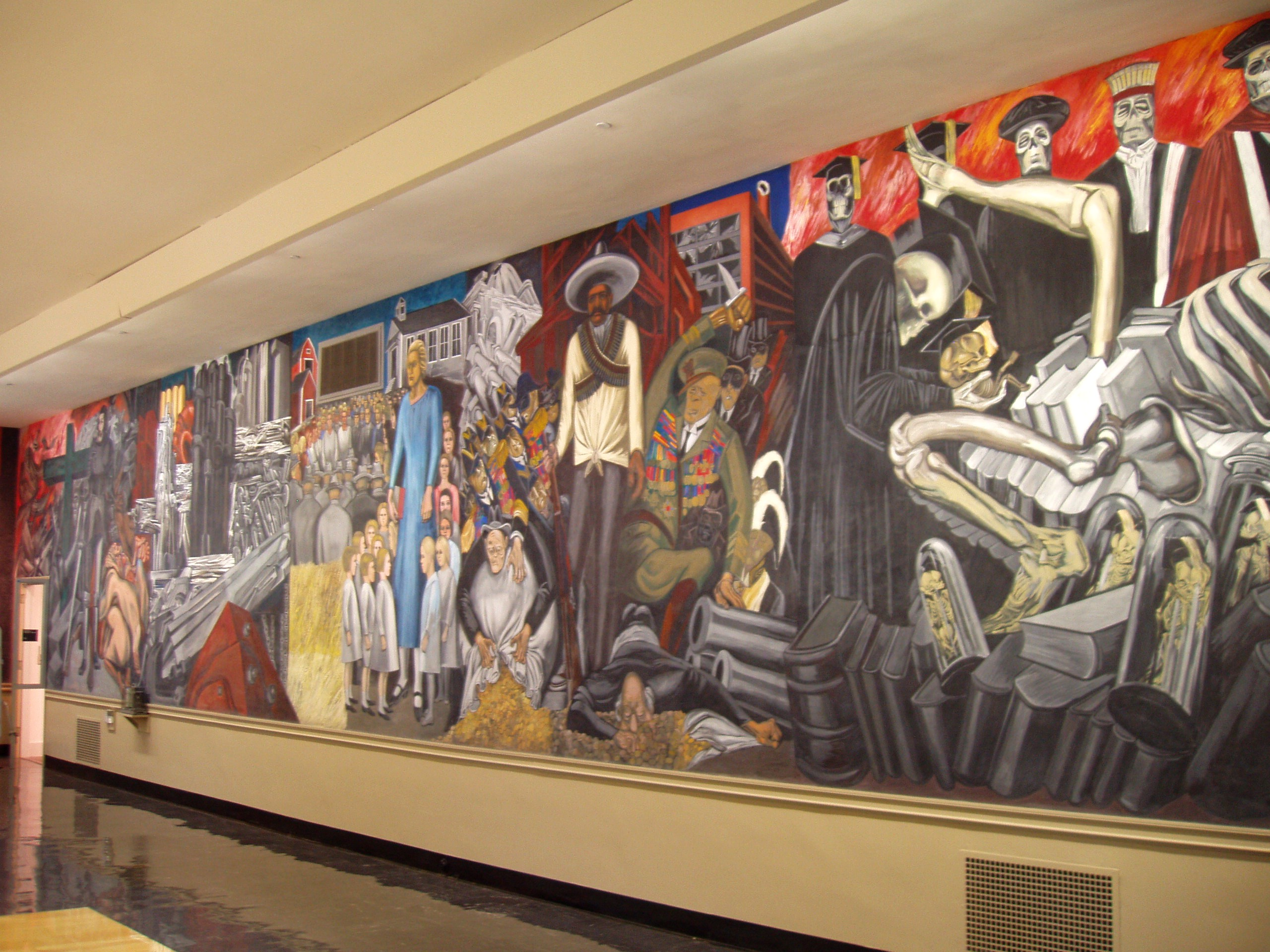
حماسه تمدن آمریکا (۱۹۳۲-۱۹۳۴)
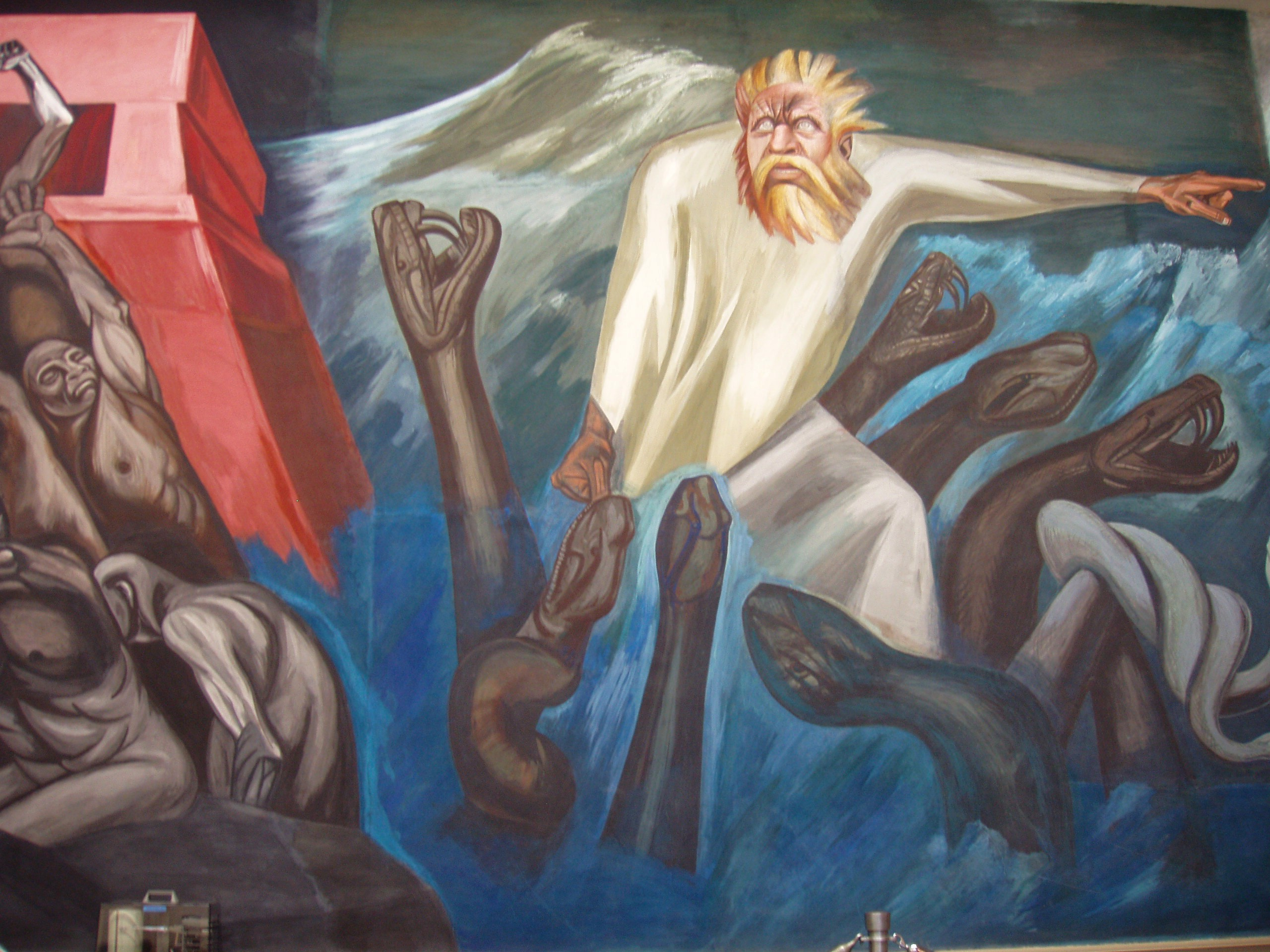
عزیمت از Quetzalcoatl
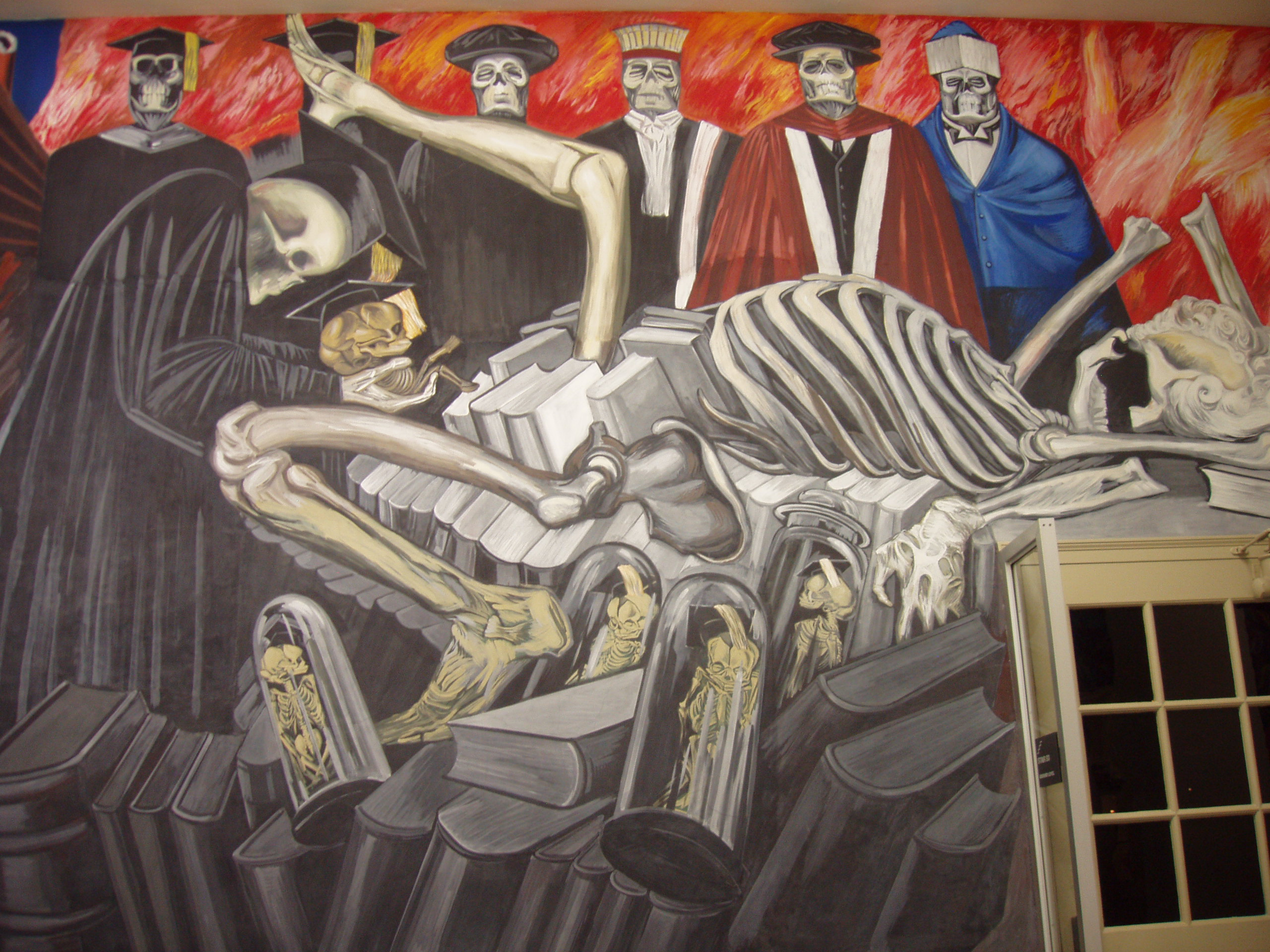
خدایان دنیای مدرن
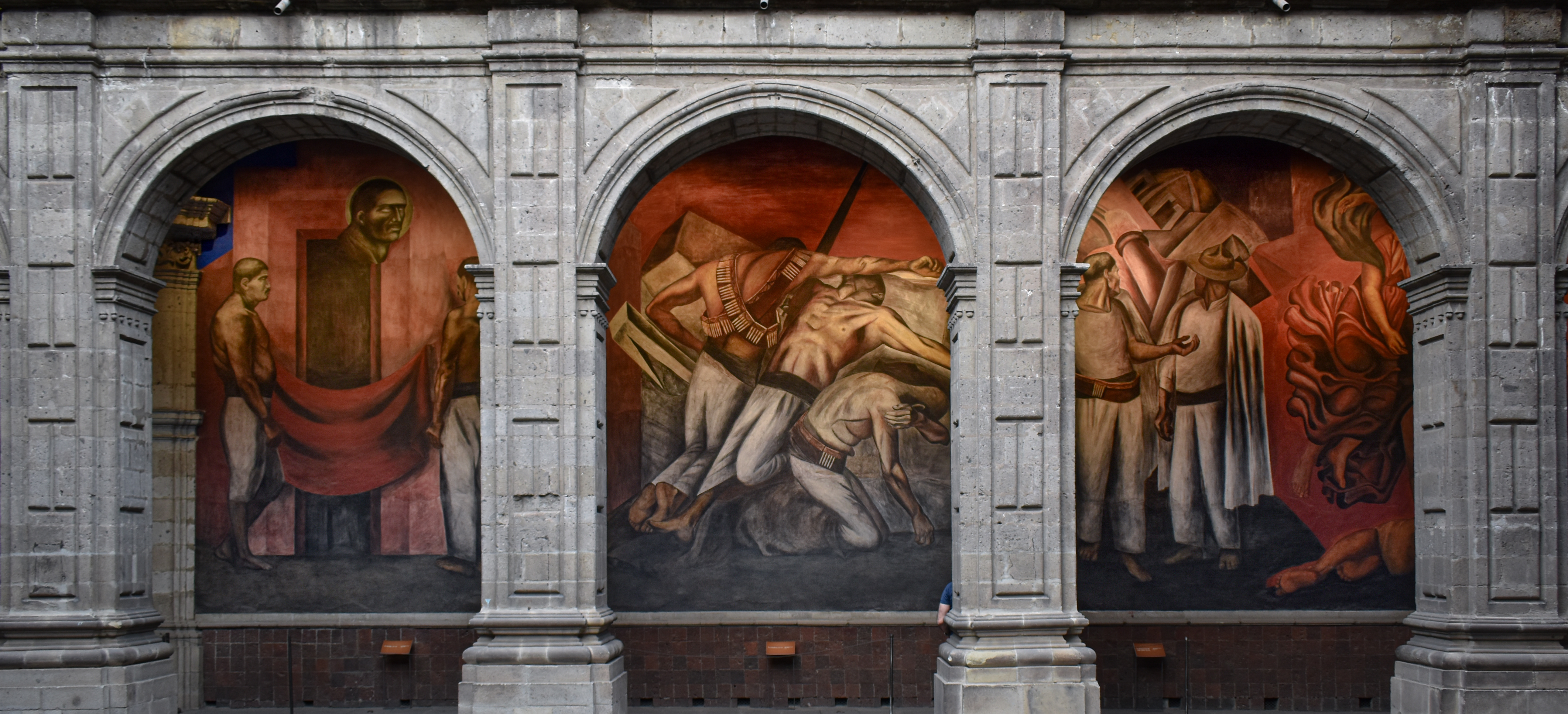
نقاشی‌های دیواری توسط اوروزکو در کالج سان ایلدفونسو. بخش اصلی "سنگر" است
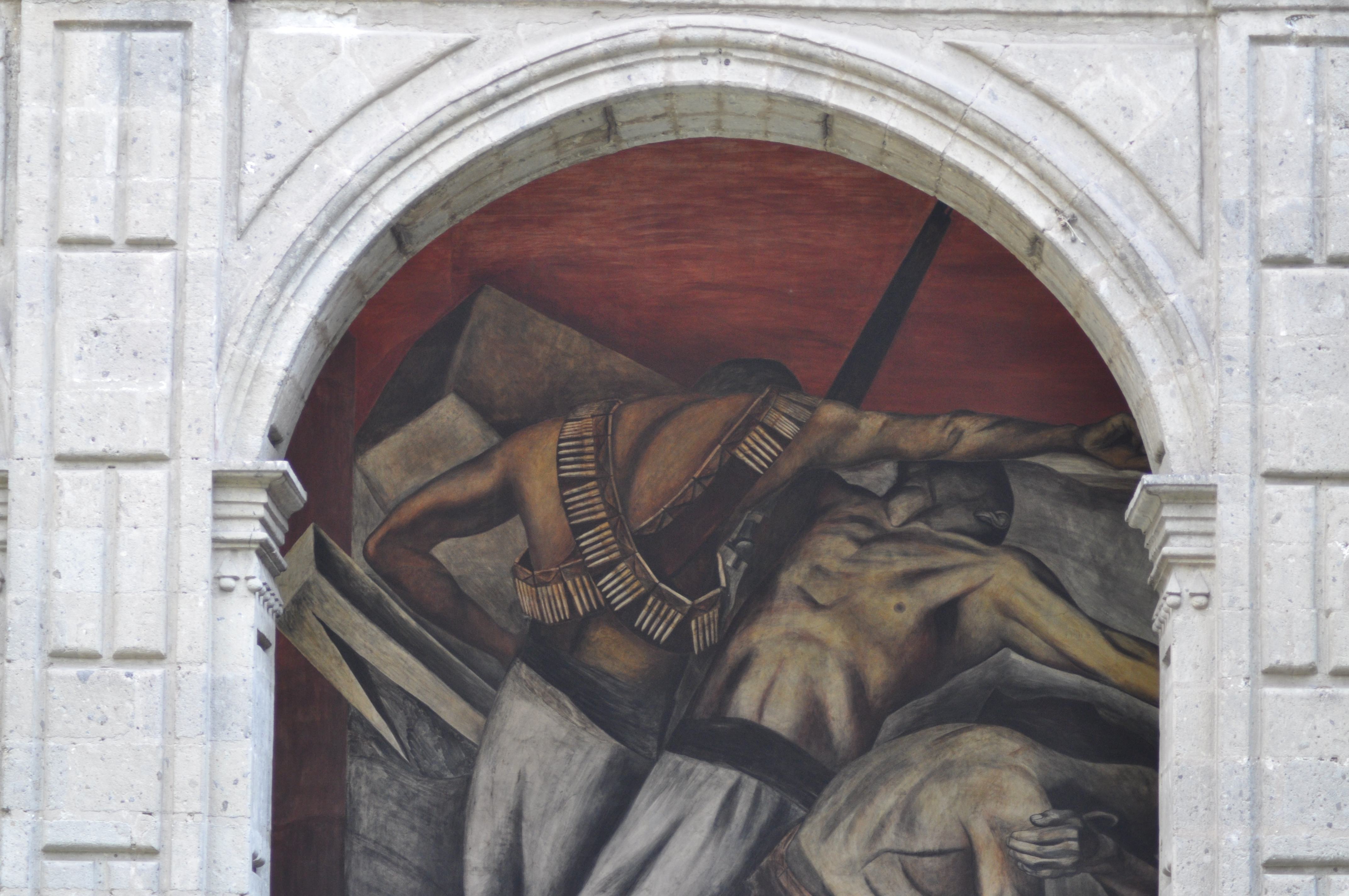
ترانشه ، کالج سن ایلدفونسو
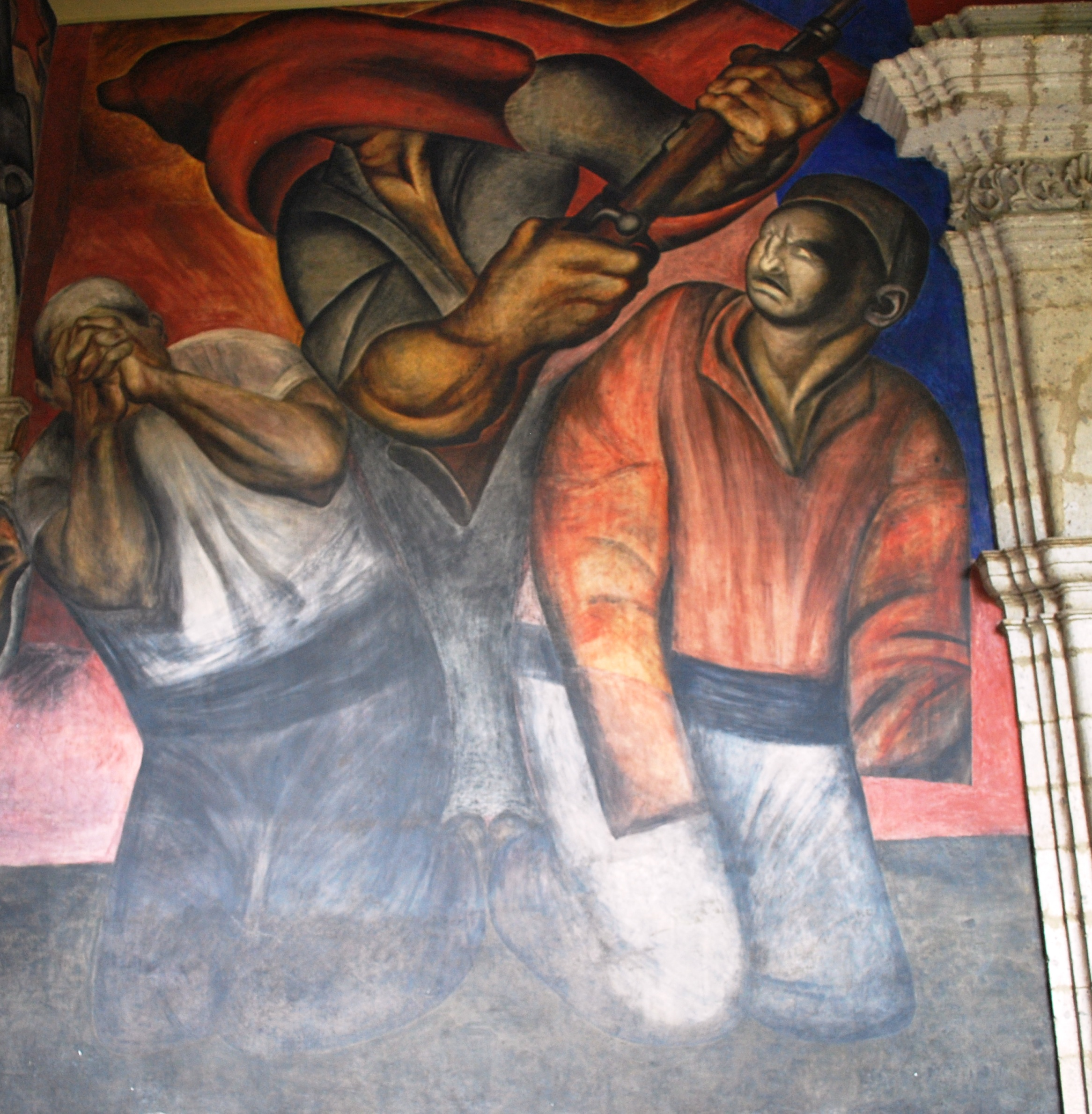
ترینیتی، کالج سان ایلدفونسو
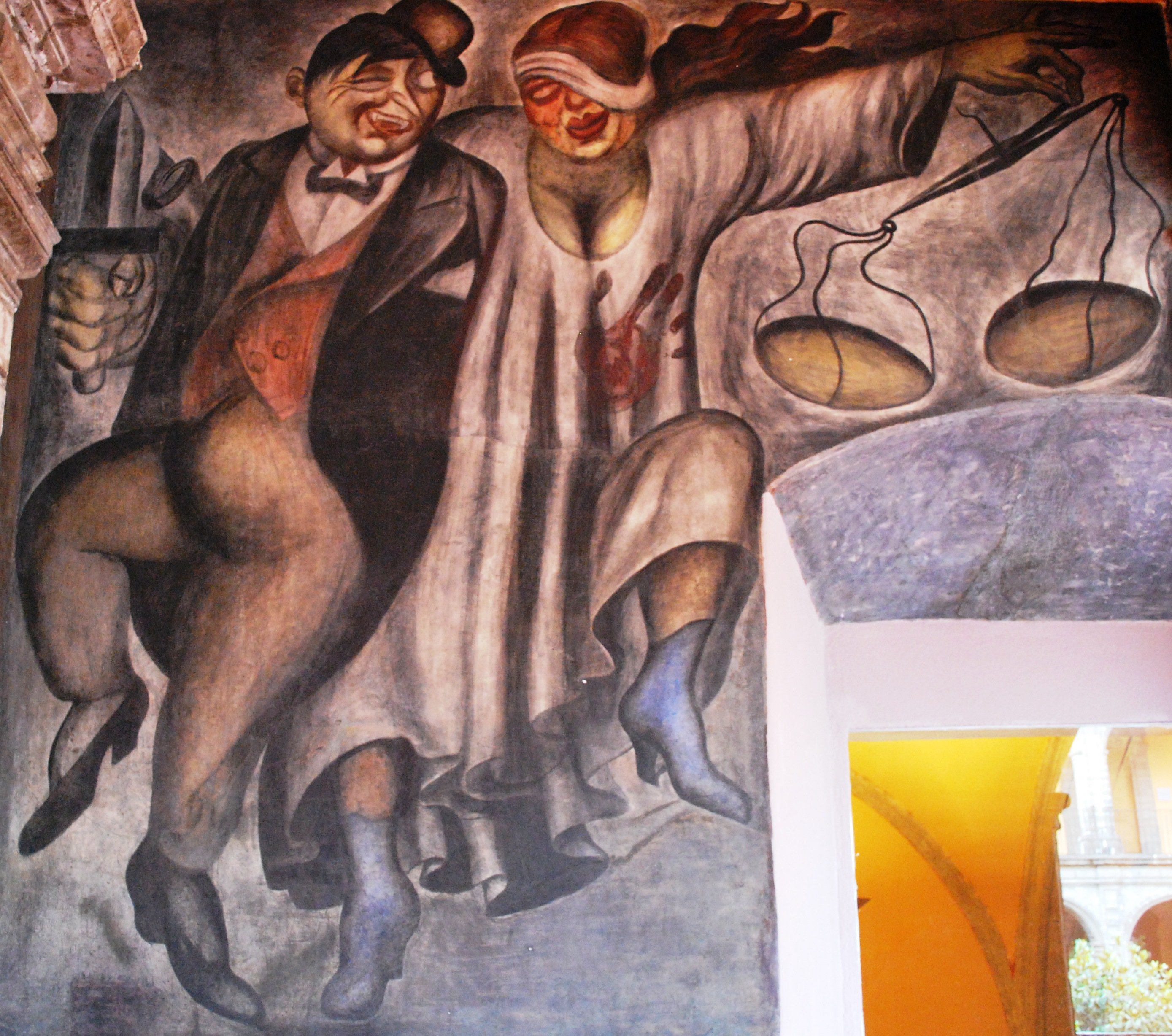
حق و عدالت ، کالج سن ایلدفونسو
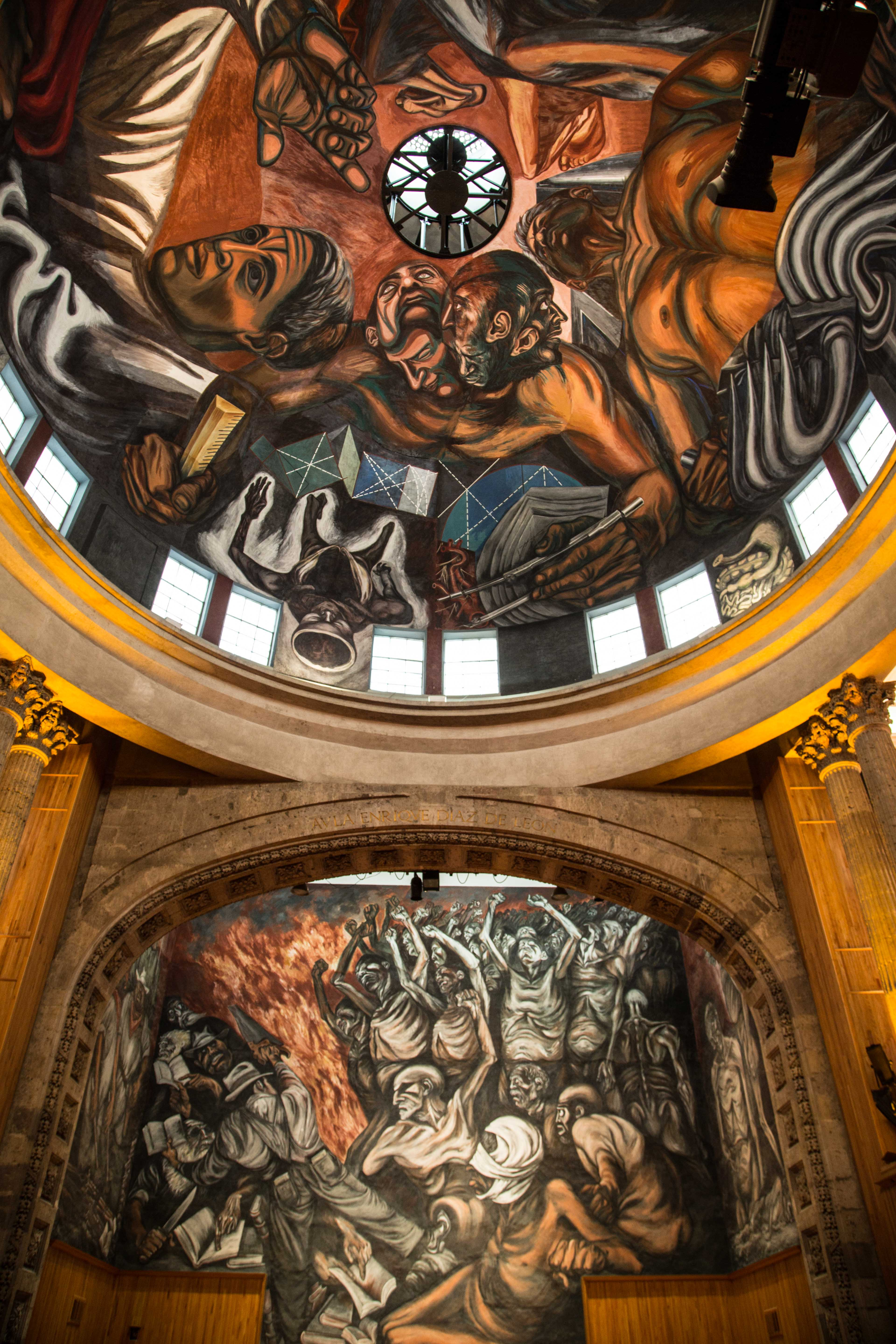
El hombre creador y rebelde y El pueblo y sus falsos líderes (خالق و مرد شورشی و مردم و رهبران دروغین آنها).
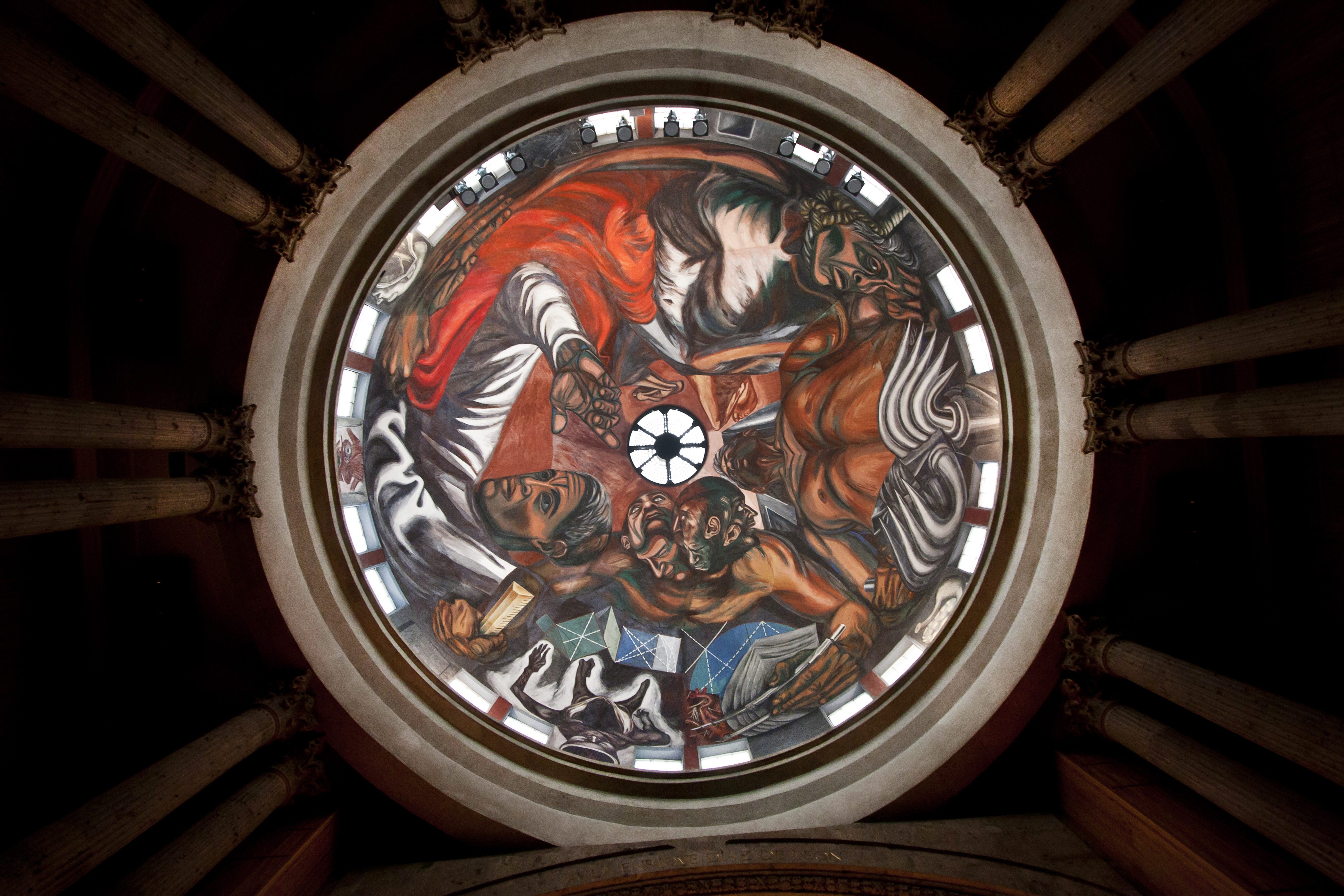
قسمت بالای El hombre creador y rebelde y El pueblo y sus falsos líderes
قسمت پایین El hombre creador y rebelde y El pueblo y sus falsos líderes
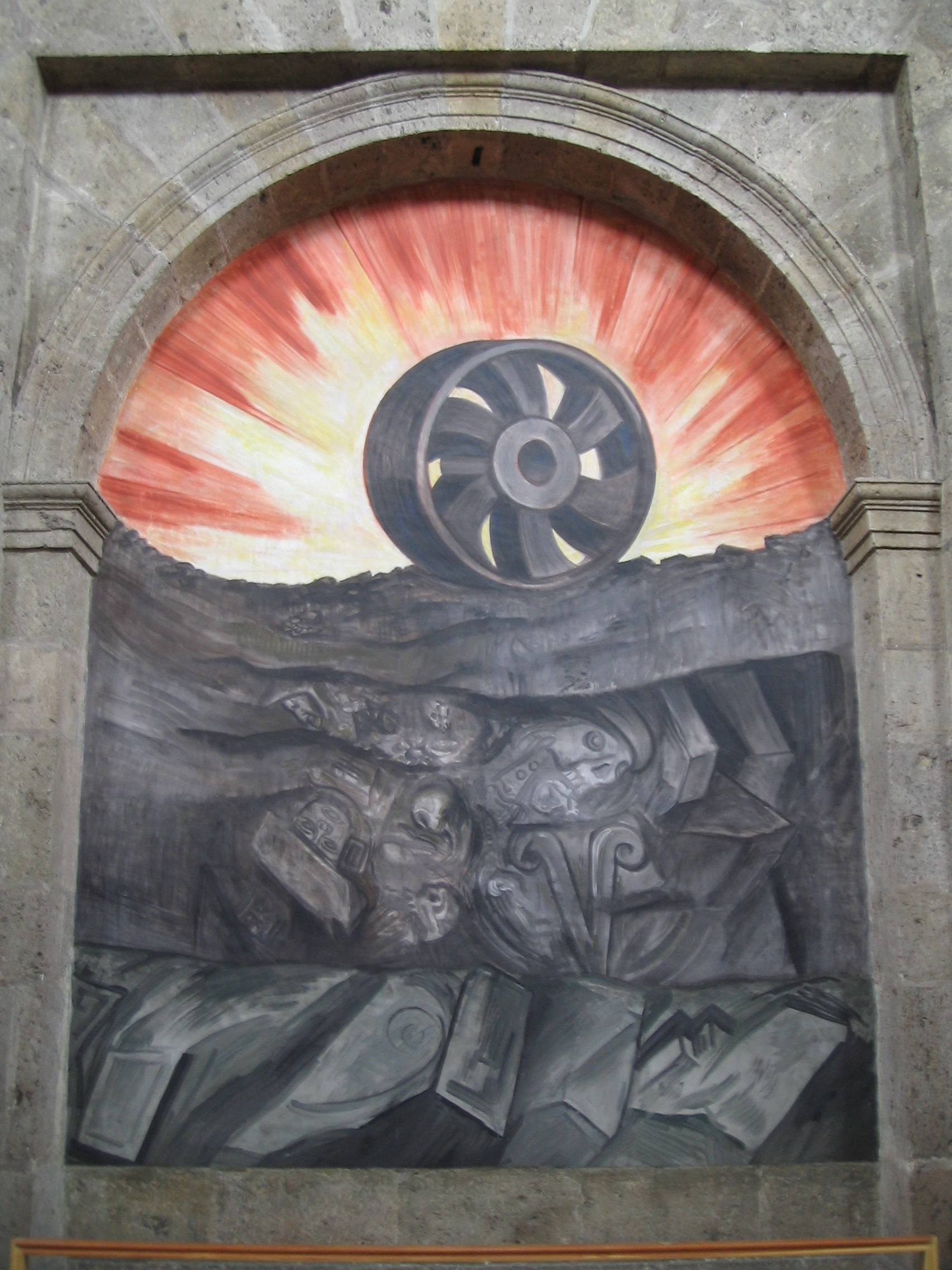
نقاشی دیواری از اوروزکو در Hospicio Cabañas، گوادالاجارا، مکزیک.
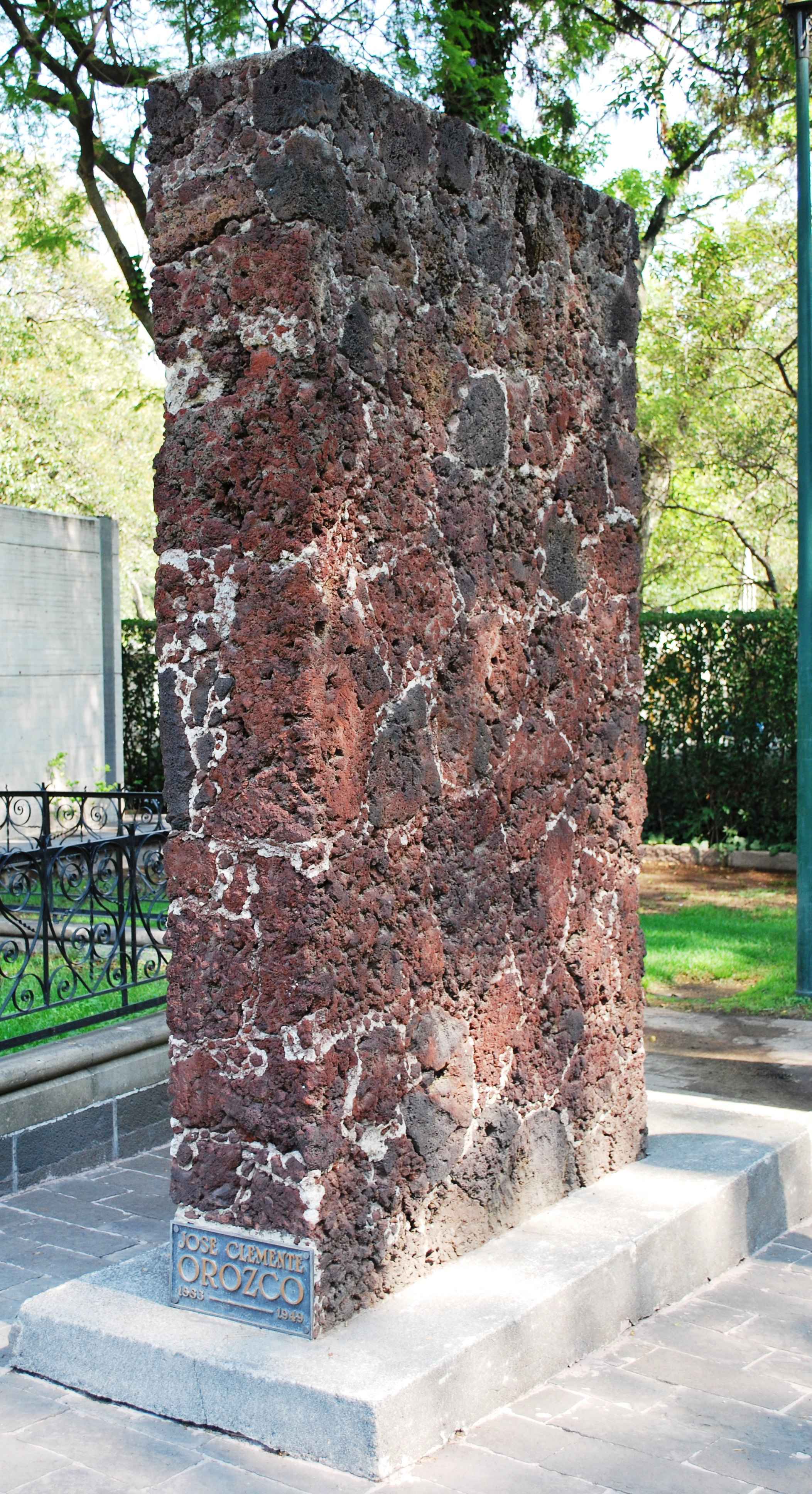
آرامگاه خوزه کلمنته اوروزکو